# Cossyphicula
Genre
Cosspyphicula est un genre d'oiseaux de la famille des Muscicapidae.

## Liste des espèces
Selon la classification de référence du Congrès ornithologique international (14.2, 2024) il comporte deux espèces :
- Cossyphicula roberti (Alexander, 1903) – Cossyphe à ventre blanc
- Cosspyphicula isabellae (Gray, GR, 1862) – Cossyphe d'Isabel